# Джордж Клаузен
Джордж Клаузен (іноді зустрічається Джордж Клосен; англ. George Clausen; 18 квітня 1852, Лондон, Велика Британія — 22 листопада 1944, Колд Аш, Велика Британія) — англійський живописець, аквареліст і гравер.

## Біографія
Батько художника був данцем за походженням, працював художником-декоратором, мати — шотландкою. Джордж Клаузен у вісімнадцять років став працювати креслярем в будівельній фірмі. Між 1867 і 1873 роками він відвідував вечірні заняття в Школі Південного Кенсінгтона, якою керував Річард Бурчетт (сьогодні — Королівський коледж мистецтв). Навчався в художника Едвіна Лонґа, який переконав Клаузена зайнятися живописом професійно. У своїх спогадах, які Клаузен опублікував згодом, він писав, що отримав в Школі мистецтв основні технічні навички живопису. Викладачі орієнтувалися на творчість Фредеріка Лейтона і Жана-Франсуа Мілле, студенти захоплювалися Джеймсом Вістлером, якого вони зустрічали в Челсі, хоча і не наважувалися познайомитися особисто. Пізніше Клаузен навчався в Парижі у Вільяма Бугро і Тоні Робера-Флорі в Академії Жуліана, проте навчання тут тривало лише п'ять місяців. 
Джордж Клаузен виставляв свої картини в Берлінґтон-гаус з кінця 70-х років XIX століття; переважно це були картини сільського життя і пейзажі. Критики відзначали щирість і спостережливість молодого художника. 
Клаузен вів активну викладацьку діяльність. Сучасники відзначали високий рівень його занять зі студентами, стверджували, що молоді радикально налаштовані учні відвідували заняття в школі Королівської академії тільки для того, щоб мати можливість спілкуватися з Клаузеном. У 1906 році Джордж Клаузен опублікував «Шість лекцій про живопис», де використав досвід своїх занять зі студентами. Також йому належить книга «Цілі та ідеали в мистецтві». Творчість художника отримала високу оцінку і широке визнання сучасників. Клаузен став одним із засновників New English Art Club в 1886 році. У 1895 році він став членом Королівської академії мистецтв, а в 1906 році — академіком. У 1927 році він був посвячений у лицарі. Джордж Клаузен помер в 1944 році. 

## Особисте життя
Джордж Клаузен був одружений (його дружина Аґнес Клаузен була зображена на деяких картинах чоловіка). У сім'ї був син Артур Джордж Клаузен (Дік, був одружений з Енні Кетрін Кент) і дві доньки — Маргарет Мері (Мег, старша, закінчила престижний Політехнікум Ріджент Стріт, стала дружиною художника і книжкового ілюстратора Томаса Дерріка) і Кетрін Френсіс (Кітті, народилася в 1886 році, дружина ірландського архітектора, яхтсмена і мандрівника Конора О'Брайана, померла в 1936 році). Художник неодноразово зображував своїх доньок на картинах і офортах (полотно «Маленька Маргарет», 1891—1892, де дівчинки зображені разом з матір'ю, «Студентка», «Дві дівчинки сортують троянди», офорти «Маленька Маргарет», «Маленька Меґ», 1892). 
З трьох дітей художника образотворчим мистецтвом професійно займалася тільки молодша донька. Ряд її графічних робіт знаходяться в колекції Британського музею. 

## Особливості творчості

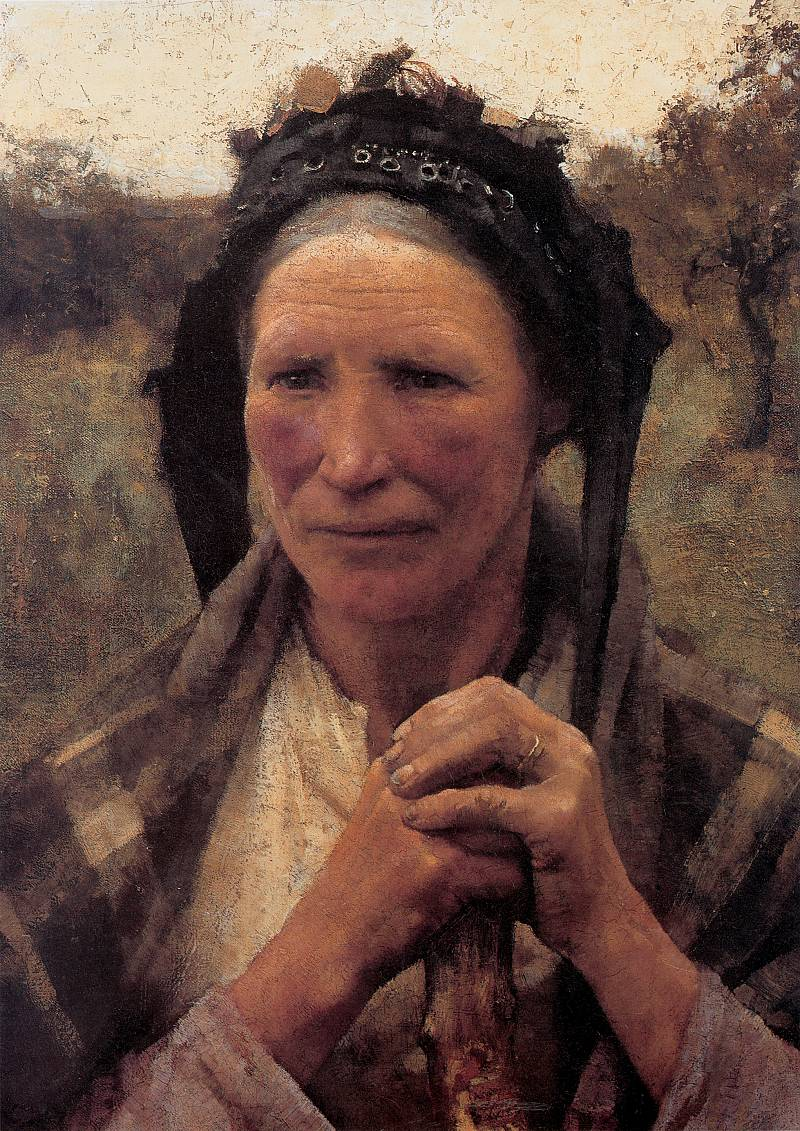
Джордж Клаузен. Голова селянина, 1882

У ранній юності художник відчував вплив Гаазької школи живопису і Жака-Жозефа Тіссо (на картині «Квіткарка на Трафальгарській площі», 1879, Клаузен навіть зобразив Кетлін Ньютон яка була постійною натурницею і Музою французького художника), в його творчості переважали міські замальовки, велике враження на Клаузена зробила поїздка в Голландію («Будинки з червоної цегли і мінарет», 1879, «Меса в рибальському селі в затоці Зейдерзе, Голландія », 1880). Потім Клаузен захопився творчістю Мілле, Жана Батіста Каміля Коро, Едґара Деґа і Едуара Мане. Після укладення шлюбу в 1881 році Клаузен з сім'єю прийняв дивне на той час рішення покинути Лондон, щоб жити і працювати в сільській місцевості. Художні критики відзначали в цей період «чернечу строгість» його образів, писали, що його приваблюють «маргінальні персонажі», а сам він належить до «школи каліцтва» (героїв картин художника навіть порівнювали з мавпами, відзначаючи підкреслено невисокі їх лоби, широкі ніздрі і пухкі вигнуті губи), визнавали антибуржуазний пафос його картин. Начерки своїх картин художник робив з натури в розпал польових робіт.
Деякий час він захоплювався натуралізмом Жюля Бастьєна-Лепажа (між 1888 і 1892 роками). У 1889 році художник відвідав Всесвітню виставку в Парижі, де сам Клаузен отримав срібну медаль, також він зміг побачити тут багато картин Бастьєна-Лепажа. У галереї Тейт знаходиться картина Клаузена 1889 року «Дівчина біля воріт», створена під безпосереднім впливом французького художника. Клаузен написав цю картину в селі Cookham Dean) В Беркширі, де він жив. Моделлю для жінки, яка стоїть біля воріт, стала Мері Болдуін. Вона була мешканкою цього села і працювала нянею в сім'ї Клаузена. 
Картина Клаузена «Сільська дівчинка (Роуз Ґрімсдейл)», створена під сильним впливом Бастьєна-Лепажа, стала одним з топ-лотів авкціону Christie's в 2013 році з попередньою оцінкою в 200 000 — 300 000 фунтів стерлінгів. Натурницею для картини стала Роуз Ґрімсдейл (англ. Rose Grimsdale). У мистецтві того часу її ім'я було одним із символів творчості прерафаелітів. Її малювали Данте Габріель Росетті і Едвард Берн-Джонс, для сучасників Клаузена Роуз асоціювалася саме з принцесою на полотнах Берн-Джонса (серія «Спляча красуня» для інтер'єрів маєтку Баскот-Парк). Через кілька років після створення картин Клаузена із зображенням Роуз Ґрімсдейл, Джеймс Еббот Мак-Нейл Вістлер створив «Маленьку Роуз з Лайм-Реджис» (1895, сьогодні знаходиться в бостонському Музеї образотворчих мистецтв). Роуз Ґрімсдейл стала моделлю художника в одинадцять чи дванадцять років і залишалася його натурницею протягом усіх 1890-х років (полотна «Маленька кокетка», «Голова дівчини», 1890, «Карі очі», «Маленька Роза», 1889, «Сільська дівчинка (Роуз Ґрімсдейл) »,«Idleness » (або «Роза в білому в фруктовому саду»), офорт «Голова дівчини»).
У пізній період творчості Клаузен відчував сильний вплив класичного мистецтва Стародавньої Греції, а також художників епохи Відродження, при цьому він особливо захоплювався роботами Рафаеля Санті. Сам він вже до цього часу давно проживає в Лондоні, роблячи тільки окремі поїздки в сільську місцевість для робіт на пленері, з 20-х років його сільські пейзажі сповнені спокою, в них зникають соціальні мотиви. У його творчості знову з'являються міські замальовки, велика кількість натюрмортів, портрети представників вищого суспільства і великого бізнесу («Вільям Генрі Клеґ, директор Банку Англії», 1933?) І навіть зустрічаються окремі роботи на сюжети з середньовічної історії Англії («Англійці читають Біблію Віткліфа», 1927).

## «Юність, що ридає»
Найбільш відома картина художника. Вона показує горе молодої жінки (доньки Клаузена), яка дізналася про смерть її нареченого під час Першої світової війни. Картина створена Джорджем Клаузеном в 1916 році. 

## Галерея

Праці раннього періоду творчості
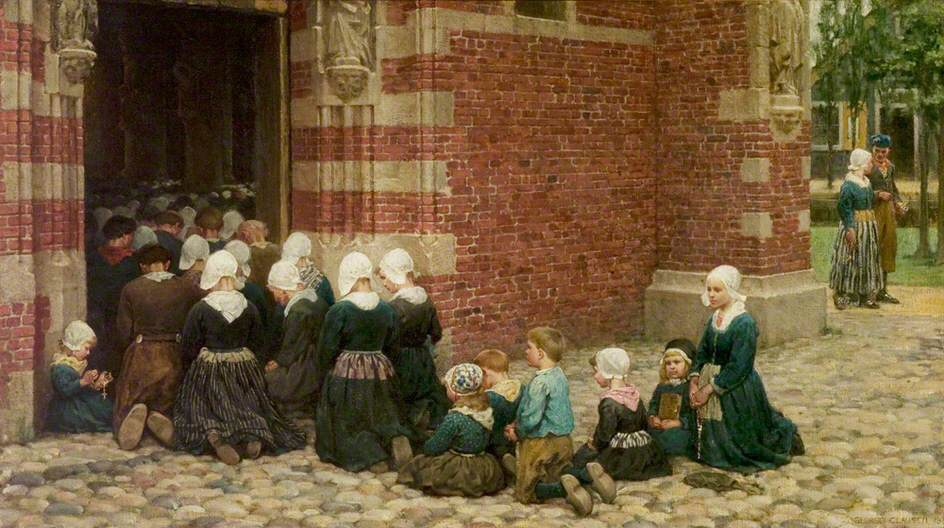
Джордж Клаузен. Меса в рибальському селі в затоці Зейдерзе, Голландія, близько 1880
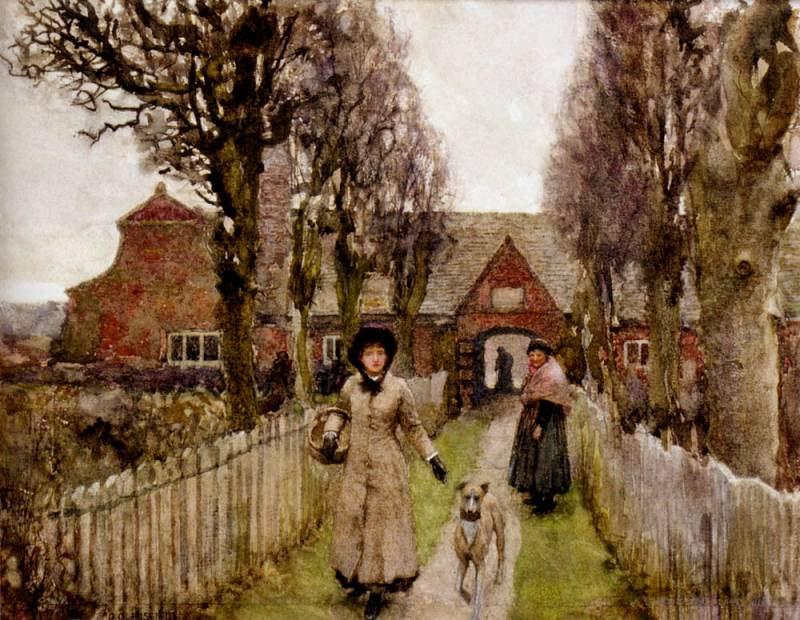
Джордж Клаузен. Притулок Ґейвуд, Кінґ Лінн, 1881
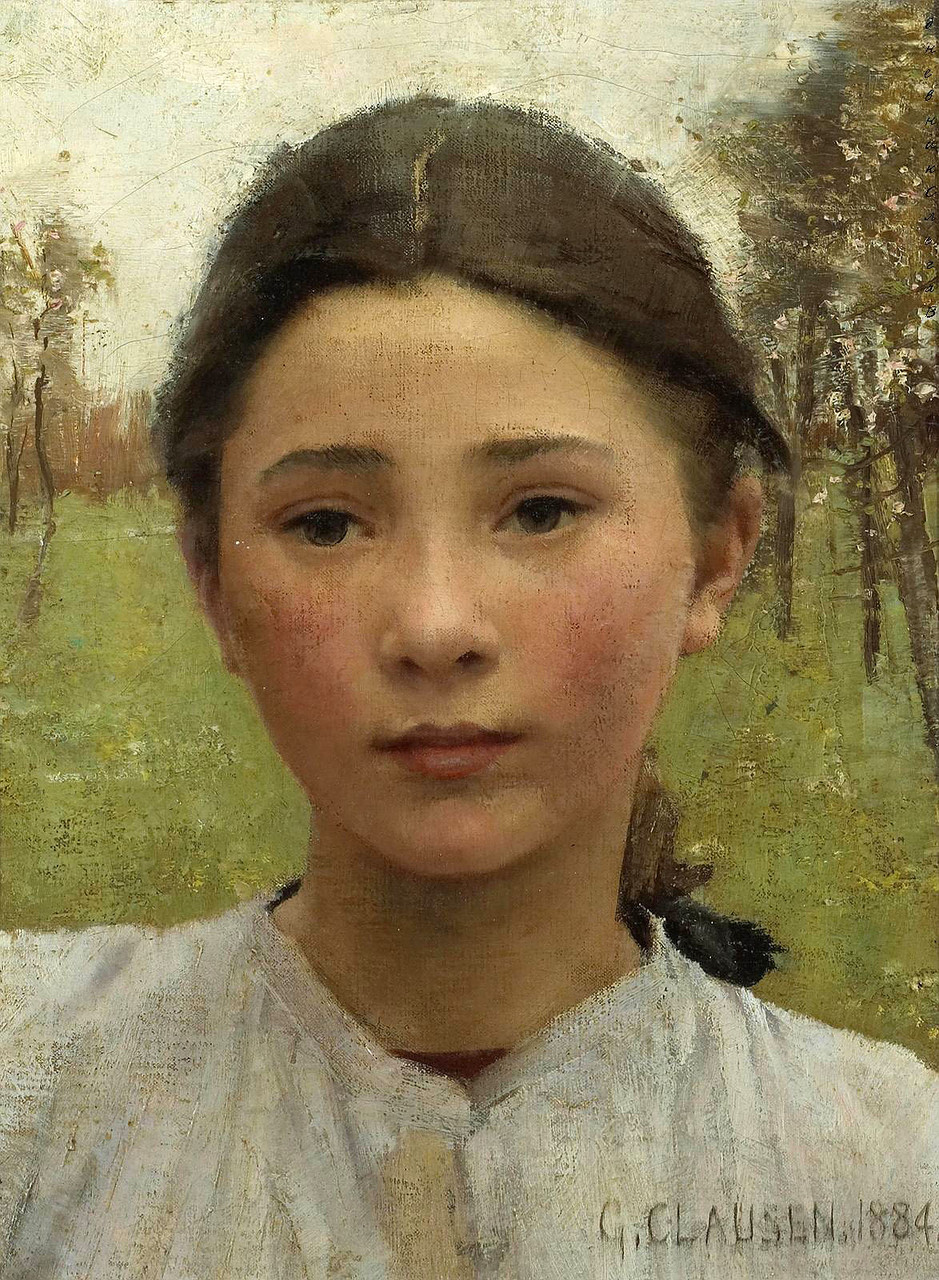
Джордж Клаузен. Голова дівчини, 1884
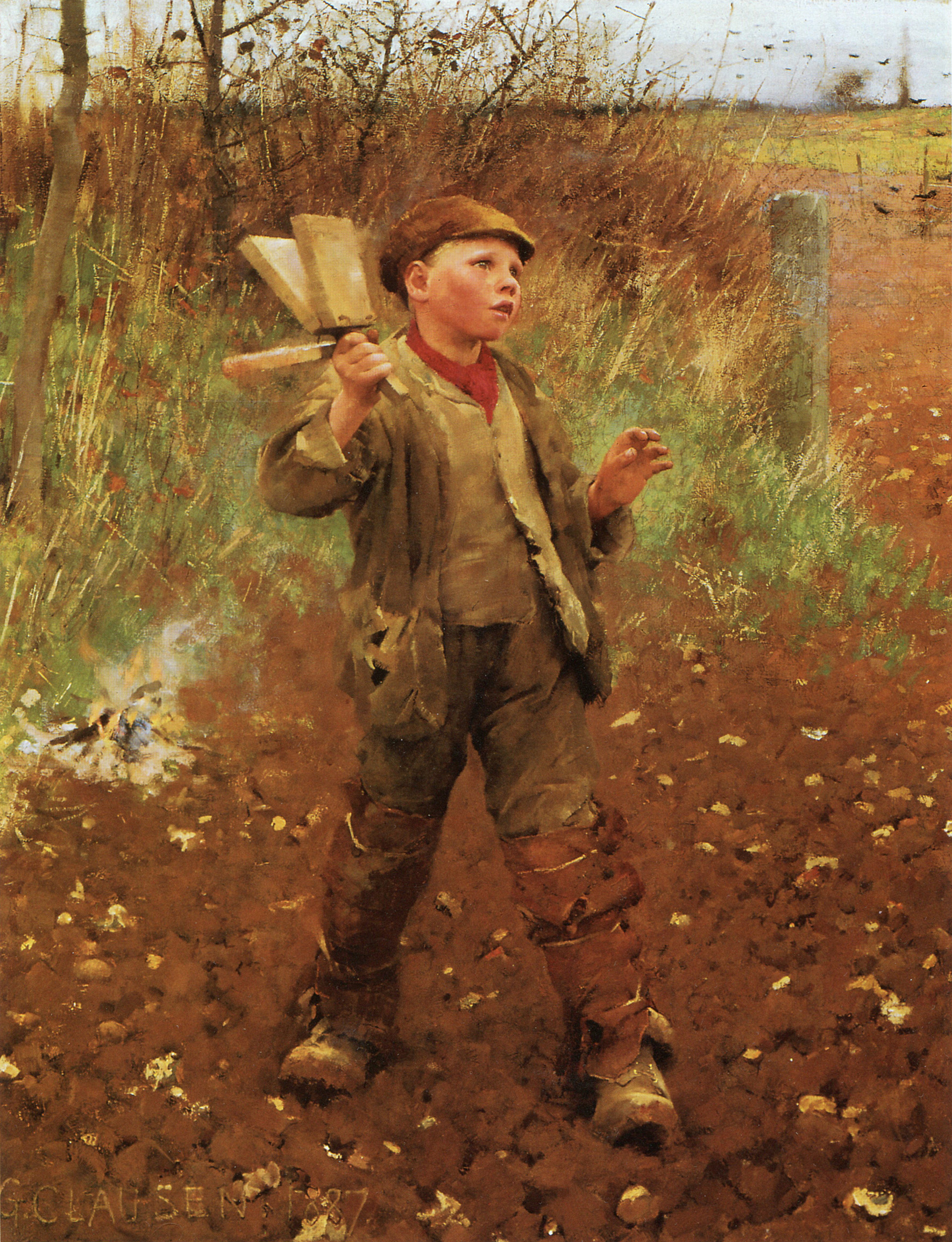
Джордж Клаузен. Відлякування птахів, 1887
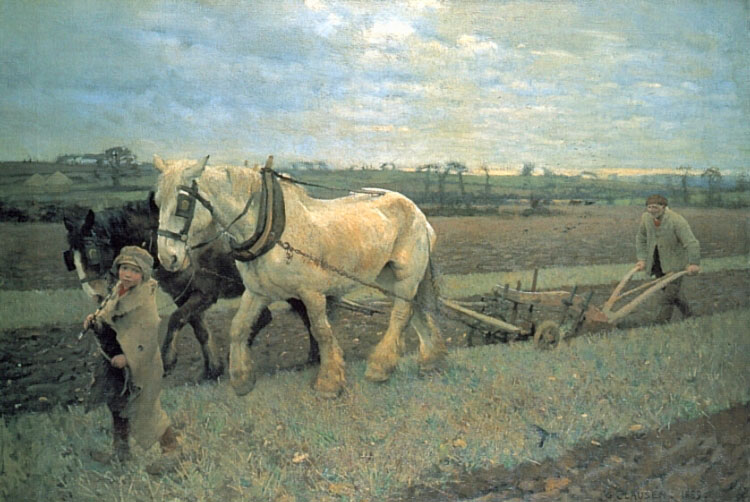
Джордж Клаузен. Оранка, 1889
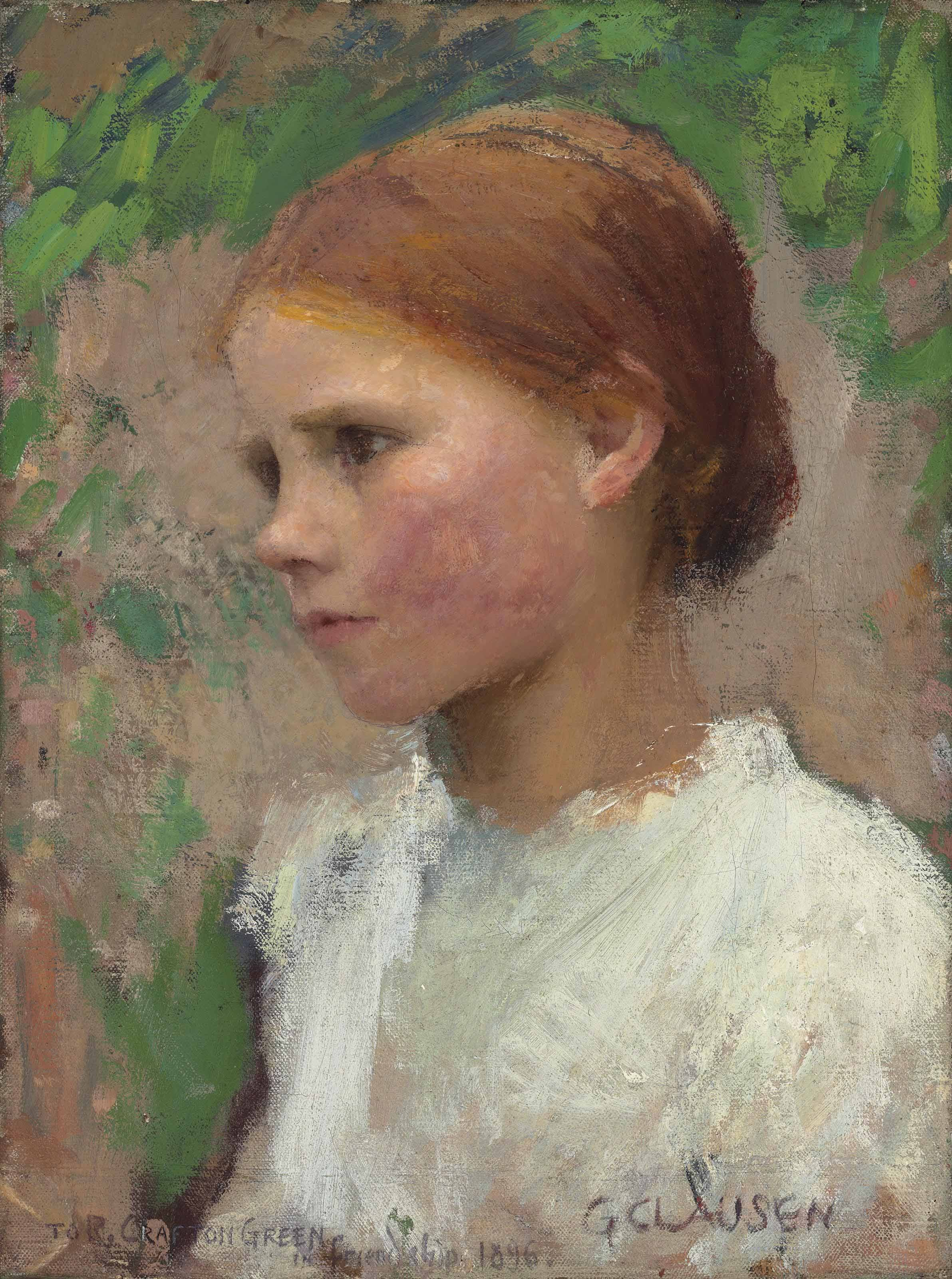
Джордж Клаузен. Сільська дівчинка (Роуз Ґрімсдейл), 1896

Праці зрілого і пізнього періодів творчості
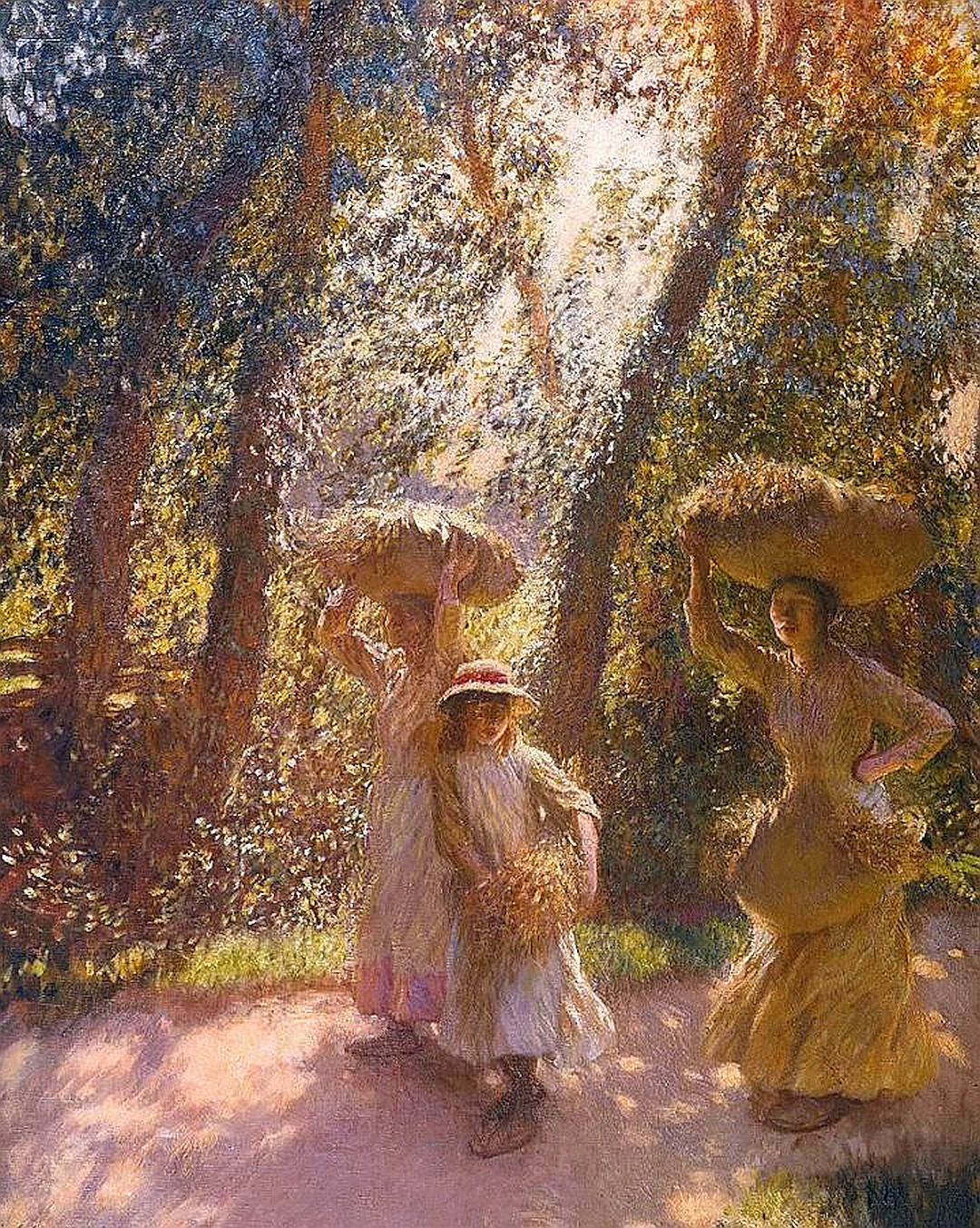
Джордж Клаузен. Складальниці зерна повертаються, 1908
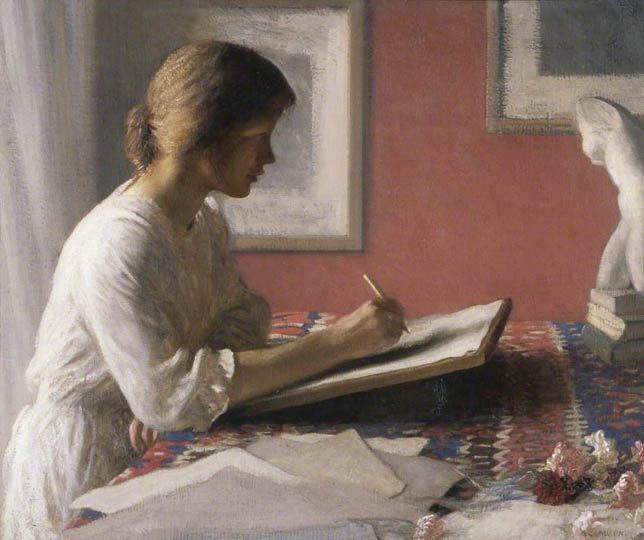
Джордж Клаузен. Студентка (портрет старшої доньки художника), 1908
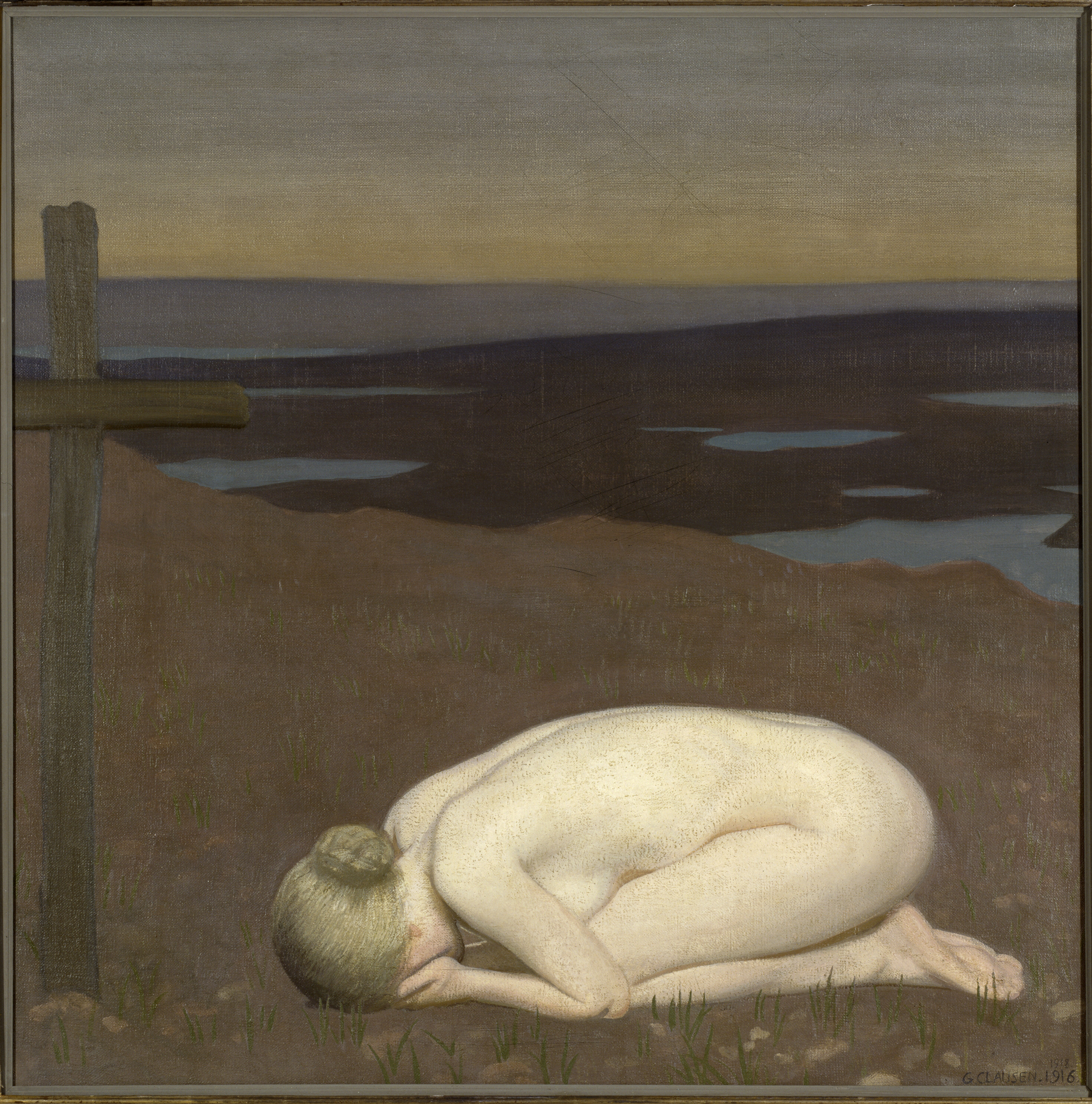
Джордж Клаузен. Юність, що ридає, 1916
Джордж Клаузен. Військовий завод в арсеналі Вуліджа, 1918
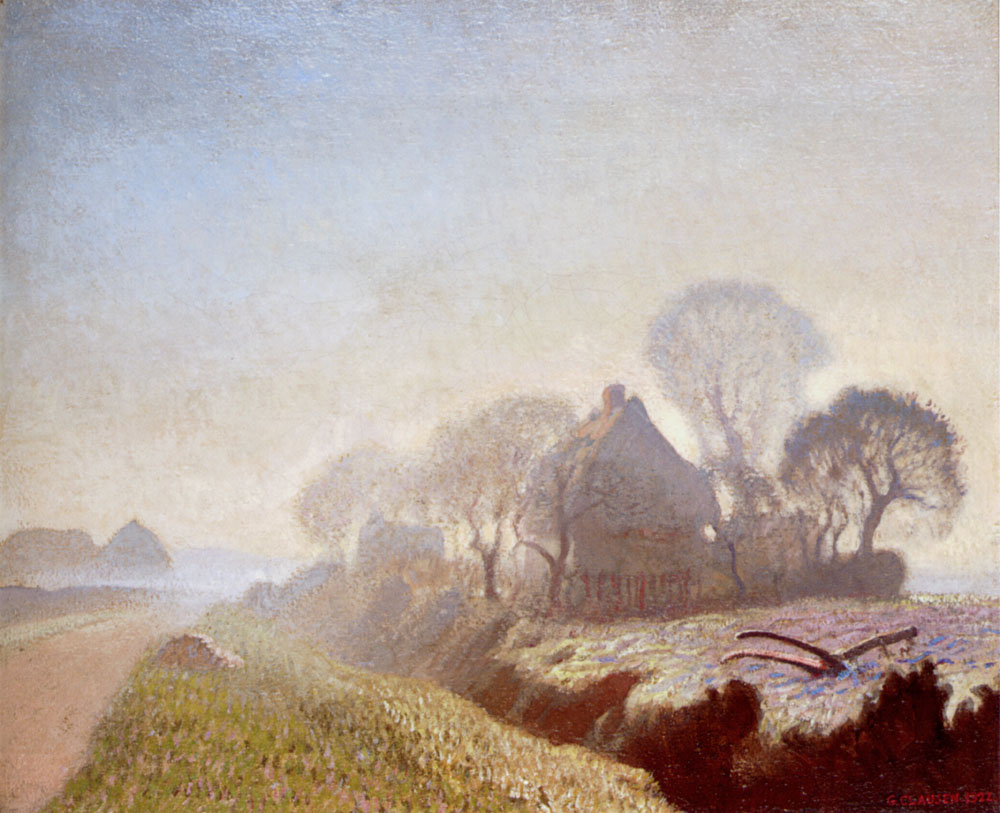
Джордж Клаузен. Ранок в листопаді, 1922
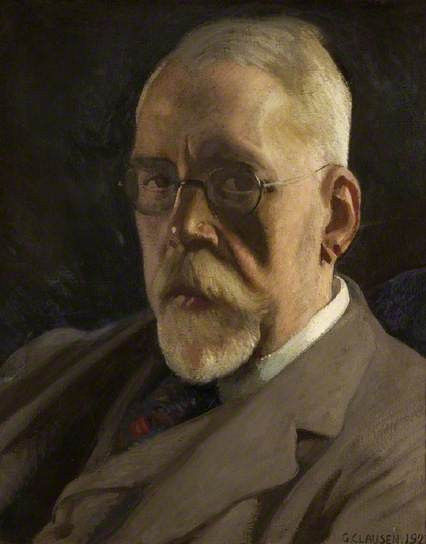
Джордж Клаузен. Ґенрі Фестінґ Джонс, 1923